# Archaeogramma
Archaeogramma is een monotypisch geslacht van vlinders uit de onderfamilie Biblidinae van de familie Nymphalidae. De wetenschappelijke naam van het geslacht is voor het eerst geldig gepubliceerd in 2014 door Costa et al.

## Typesoort
- Archaeogramma claritae M. Costa, 2014

## Soorten
- Archaeogramma claritae